# 恩西比底文字
恩西比底文字（也作nsibiri、nchibiddi 或 nchibiddy）是尼日利亞出現的古符號或类文字系统。他们被归为象形符号，尽管也有人认为其中一些是語素文字或音节文字符号。
该符号系统的使用最早见于1904年。 在尼日利亚东南部卡拉巴尔地区发掘出的、约5-15世纪时期的陶器、头枕和拟人雕像中，发现了与恩西比底文字“相似的图标”。
恩西比底文字符号有几百种。  许多符号与爱情有关，而那些与战争和神圣有关的符号则是保密的。 恩西比底文字被用于墙面设计、花瓶、金属（如青铜）、树叶、剑和纹身上。 它主要被Ekpe leopard结社（也叫 Ngbe 或 Egbo）使用，这是一个秘密结社，分布在尼日利亚东部克罗斯河州的Ekoi族、Efik族、伊博族、Bahumono族和其他邻近民族中。
尼日利亚沦为殖民地前，恩西比底文字分成了神圣的版本和公共的、装饰性更强的版本，妇女只能使用第2种版本。 殖民统治的某些方面，如西方教育和基督教教义，大大减少了认识恩西比底文字的人数，使秘密结社成员成为了最后一批有能力读写这种文字的人。 恩西比底文字通过大西洋奴隶贸易被运到古巴和海地，并在那里发展成了anaforuan和veve符号。
此外该文字还是2018年漫威电影宇宙的电影黑豹中瓦坎达书写系统的灵感来源。

## 文字实例
以下是 J. K. Macgregor (1909) 和 Elphinstone Dayrell (1910 和 1911) 在《大不列颠及爱尔兰皇家人类学研究所日志》（The Journal of the Royal Anthropological Institute of Great Britain and Ireland）和《人类》（Man）上记录的一些恩西比底文字实例。他们两人都记录了克罗斯河周围各个地点的符号，特别是如今克罗斯河州的伊科姆（Ikom）地区。两位作家都利用线人取回了被视为秘密的恩西比底文字，并走访了几个克罗斯河社区。

| "恩西比底" "欢迎" "交谈中的两个男人" "门" "枪" "弓弩" | "葫芦" "大鼓" "Etak Ntaña Nsibidi -- 恩西比迪的一串芭蕉。当一家之主想要芭蕉时，他就会把这个牌子给农场的男主人。" "雨伞" "香皂" | "大砍刀" "女人" "男人" "月亮" "乌龟" |

## 图册
- 恩西比迪文字符号

## 另请参见
- 非洲的书写系统
- 非洲字母
- 非洲参考字母